# Abbazia di Sainte-Marie-au-Bois
Sainte-Marie-au-Bois è un'antica abbazia premostratense, situata nel comune di Vilcey-sur-Trey, nella provincia di Meurthe e Mosella, nella regione francese della Lorena; è costruita vicino ad una fonte, in fondo ad una piccola valle dove scorre un affluente del torrente Trey.
A lungo considerata come il più vecchio insediamento premostratense in Lorena, all'inizio del XVII secolo ebbe per abate Servais di Lairuelz, che condusse la riforma dell'ordine, inizialmente in Lorena e quindi altrove. All'inizio della prima guerra mondiale, l'autore e poeta francese Charles Péguy risiedette nella vecchia abbazia, diventata un'azienda agricola. Oggi, le sue vestigia notevoli fanno di Sainte-Marie-au-Bois, un raro esempio di architettura premostratense del XII secolo.
Dal XII secolo, l'abbazia di Sainte-Marie-au-Bois, possiede un priorato a Bouxières-aux-Chênes. Nel corso del XIII secolo, l'abate Gérard I fonda un altro priorato a Phlin, ad una ventina di chilometri dell'abbazia-madre. Mazerand lo cita anche da Ménil a Marbache.

## Storia

### La fondazione
Quest'abbazia fu fondata dal duca Simone I di Lorena tra il 1130 e il 1139 nelle vicinanze del Castello di Prény. La valle dove il monastero è stato costruito, come pure le terre coltivabili, viti, laminatoi e foreste sono concessi dalle abbazie Saint-Pierre-aux-Nonnains e Sainte-Glossinde ed anche da alcuni signori del luogo.
Canonici Regolari Premostratensi è una disciplina di Sant Norbert, Richard, che viene da Laon ed è il primo Abate.
Un certo mistero circonda la fondazione di quest'abbazia, una tradizione riportata da Dom Calmet e Charles-Hyacinthe Hugo, sui fatti di Sainte-Marie-au-Bois, la prima fondazione dei Premostratensi in Lorena. Sant Norbert personalmente, in occasione di una fermata al castello di Prény, con il duca Simone I di Lorena sarebbero d'accordo per fondare nel 1126 questo monastero. Ma gli storici attuali confutano questa leggenda.. Sarebbe nel corso di un concilio tenuto a Liegi nel 1131,, dove sono presenti Sant Norbert, Sant Bernard ed alcuni signori laici, che il duca Simon concepisce il progetto di due fondazioni, una a Sturzelbronn e l'altra a Prény.
Il monastero riceve il nome « Sancta Maria in Nemore » ed è messo sotto l'invocazione di Maria nella sua Annunciazione. Gli edifici sono terminati poco dopo 1150.
Vicino all'abbazia si alza anche un monastero di religiose, cosa frequente nelle fondazioni del XII secolo, questo stabilimento scomparirà successivamente. Dom Calmet riporta al XVIII secolo, che se ne vedono ancora le vestigia in una località « Celle-des-Dames ». La sua volta era dedicata a Maria Maddalena.
Recenti indagini nelle foreste che circondano l'abbazia hanno scoperto dei particolari medioevali su oltre venti ettari, caratterizzati da petriere, terrazzi e terminali, ricordando in ciò che Sainte-Marie-au-Bois è un'abbazia che nel disboscare le foreste per mettere in cultura terre nuove.

### Medioevo
I padri premostratensi di Sainte-Marie-au-Bois, condividevano il loro tempo tra vita contemplativa e ministero, prestando il loro ministero nelle parrocchie vicine, Vilcey-sur-Trey, Viéville-en-Haye, Pagny-sur-Moselle, Onville, e anche in quelle più lontano, Manonville, Hagéville, Bey-sur-Seille e Lanfroicourt. Nel 1257 fondano a Pont-à-Mousson il seminario di Saint-Nicaise, destinato alla formazione dei principianti di Sainte-Marie e degli altri stabilimenti premostratensi della Lorena.
Sainte-Marie-aux-Bois, messa sotto la protezione dei duchi della Lorena essendo molto vicino al loro castello di Prény, che verrà varie volte devastato. Alla fine del XIII secolo, l'abbazia subisce dei danni alla sede della fortezza di Prény da Thibaut II conte di Bar. Alcuni anni più tardi, nel 1324, alcuni abitanti di Metz saccheggiarono l'abbazia e le terre ducali attorno.
Un secolo più tardi, nel 1427, gli stessi abitanti ritornano e saccheggiano ancora in più cacciano i religiosi che trovano rifugio a Saint-Mihiel. Nel 1439, la guerra fa nuovamente collera: una parte guascone, alleato dei lorenesi, che ha trovato rifugio nell'abbazia, alleato dei lorenesi, viene brutalmente mandato via dalla gente armata di Metz e lo stesso anno, Antoine de Vaudémont devasta nuovamente la regione.
Il 13 dicembre 1473, Carlo I duca di Bourgogne, è ospite dell'abate Jean de Dieulouard e dorme all'abbazia.

### XVI secolo
Il XVI secolo è un momento di prosperità per Sainte-Marie-au-Bois. Nel 1504, l'abate Pierre de Prény, concede terre e foreste per permettere il ripopolamento e la ricostruzione del villaggio di Viéville-en-Haye abbandonato nelle guerre del XV secolo. In quest'epoca anche la chiesa abbaziale viene rinnovata. Tuttavia, verso la metà del secolo, i protestanti devastano il monastero.
Tre membri della famiglia Thuillier si succedono alla sede abbaziale. Nicolas Thuillier, gli viene affidato il vicariato generale, e viene anche nominato consigliere di stato dal duca
Antoine, e diventa il confessore della duchessa Philippe de Gueldre vedova di Renato II di Lorena, ritirata nelle Monache clarisse di Pont-à-Mousson. Un diario che la duchessa offrì al suo confessore è conservato attualmente alla biblioteca municipale di Pont-à-Mousson.
Didier Malhusson, favorito del duca Charles III, gli viene imposto a forza la successione dei tre abati Thuilier. Non risiede all'abbazia, ma in un settore vicino, a la Grange-en-Haye, trasformato in casa di piacere. Sotto la sua gestione, il disordine nella vita monastica si accentua ancora di più. A Sainte-Marie-au-Bois, come in altre abbazie alla stessa epoca, il rilassamento ha raggiunto il suo parossismo.
L'abate Daniel Picart, successore di Didier Malhusson, ha soltanto ventisette anni alla sua elezione. I canonici lo hanno scelto giovane, pensando che la sua autorità sarebbe inferiore. Ma il giovane abate è stato formato dagli gesuiti dell'università di Pont-à-Mousson e manifesta un desiderio ardente di riforma; la soluzione vistosa e di restaurare i precetti monastici, i suoi avversari non hanno un'altra soluzione che di avvelenarlo tramite ragni tossici introdotti nella sua minestra.

### XVII secolo
Il successore dell'abate Daniel Picart, Servais de Lairuelz, acquisì delle idee tridentine e desiderava un ritorno al rigore antico; nel 1608 trasferisce i monaci a Pont-à-Mousson, nella nuova abbazia Sainte-Marie-Majeure, per avvicinarsi alla giovane e dinamica università, diretta dai gesuiti. Papa Paolo V diede il suo consenso a condizione che uno o due canonici restino permanentemente nella vecchia abbazia e vi celebrino ogni giorno la celebrazione eucaristica. È in una certa sorte al crepuscolo di Sainte-Marie-au-Bois, risiedono solamente i due monaci e un agricoltore incaricato dello sfruttamento del settore agricolo.
Nel 1631, i monaci ritornano a rifugiarsi nella vecchia abbazia, per fuggire ad un'epidemia di peste che regna a Pont-à-Mousson, è per questo caso che il 18 ottobre 1631, muore l'abate Servais de Lairuelz. Verso il 1635 durante la Guerra dei trent'anni, gli svedesi devastano i luoghi.

### XVIII secolo e XIX secolo
Durante la Rivoluzione francese, l'Ordine dei Canonici Regolari Premostratensi, gli vengono sottratti tutti i beni; gli edifici e le terre di Sainte-Marie-au-Bois, diventano beni nazionali, sono messi in vendita, il 14 febbraio 1791 trovano un acquirente, Antoine Willemin, giudice a Pont-à-Mousson, per 15.400 lire.
Tutto il XIX secolo, proprietari ed agricoltori si succedono nella vecchia abbazia. La chiesa abbaziale viene trasformata in stalla e la sala capitolare diventa una cucina. Nelle modifiche un frammento di altare del XIV secolo viene affidato al Museo Storico della Lorena di Nancy.

### XX secolo
Nell'agosto 1914, nell'occasione della guerra conducono il poeta e scrittore Charles Péguy a Sainte-Marie-au-Bois; la sua sezione militare occupa i luoghi dal 18 al 23 di agosto e riceve riconoscimenti alla frontiera situata all'epoca lungo Mosella. Ecco ciò che scrive il tenente Péguy, nella parte posteriore di cartoline inviate ai suoi parenti:
L'abbazia viene classificata Monumento storico il 9 aprile 1929.

### Al giorno d'oggi
È possibile visitare una parte della vecchia abbazia. Un cammino carrozzabile conduce al villaggio di Vilcey-sur-Trey, alla vecchia abbazia. La visita è a pagamento.
Una creazione del Festival Internazionale « Jardins à suivre... » (Giardini da seguire...) è anche da scoprire nel sito di Sainte-Marie-au-Bois; si tratta di « Jardins de l'abbaye » (Giardini dell'abbazia), realizzati per Olivier Berger, architetto-paesaggista, con il concorso degli allievi di Ecole d'Horticulture e del paesaggio di Roville-aux-Chênes. Questi pavimenti concepiti come un percorso simbolico verso il paradiso, evocano attraverso le diverse piantagioni, dei temi così svariati, come la stregoneria, le piante medicinali, le virtù cardinali e le varie teologie.

### Elenco degli abati di Sainte-Marie-au-Bois
XII secolo
- Richard (+ 1155)[19]
- Conon (1155-ca 1167)
- Richard II (ca 1168)
- Simon (+ 1174)
- Arnould (ca 1174)
- Garnier (ca 1181-1182)
- Pierre (ca 1187)
- Erladus (ca 1195)
- Herbert (ca 1198)

XIII secolo
- Hugues
- Hugbert
- Joseph
- Drogo
- Gilles
- Fulco
- Atto
- Robert
- Gérard I (ca 1248-1253)
- Rembaldus (ca 1261)
- Gérard II (ca 1264)
- Rembaldus II (ca 1268)
- Simon II (ca 1272)
- Walterus (1275)
- Dominique I de Vandières (ca 1280)
- Thierri I (ca 1283-1286)
- Nicolas I (ca 1290)
- Thierri II (ca 1295-1297)

XIV secolo
- Jean I (1300)
- Nicolas II de Prény (+ 1326)
- Jean II (jusque vers 1347)
- Jean III d'Onville (+ 1362)
- Jacques de Bouillonville (ca 1373)
- Pierre Génin (dal 1382)

XV secolo
- Jean IV (verso il 1426)
- Jean V Griffon (+ 1462)
- Jean VI de Dieulouard (ca 1462-1479)
- Jean VII de Mamey (menzionato nel 1498)
- Pierre de Prény (1498-1505)

XVI secolo
- Dominique II Thuillier (1517-1534)
- Nicolas II Thuillier (+ 1558)
- Dominique III Thuillier (+ 1565)
- Didier Malhusson (1566-1594)
- Daniel Picart (1594-1600)

XVII secolo
- Servais de Lairuelz (1600-1631) trasferito nel 1608 nei canonici dell'Abbazia di Santa Maria di Majeure a Pont-à-Mousson.

## Architettura

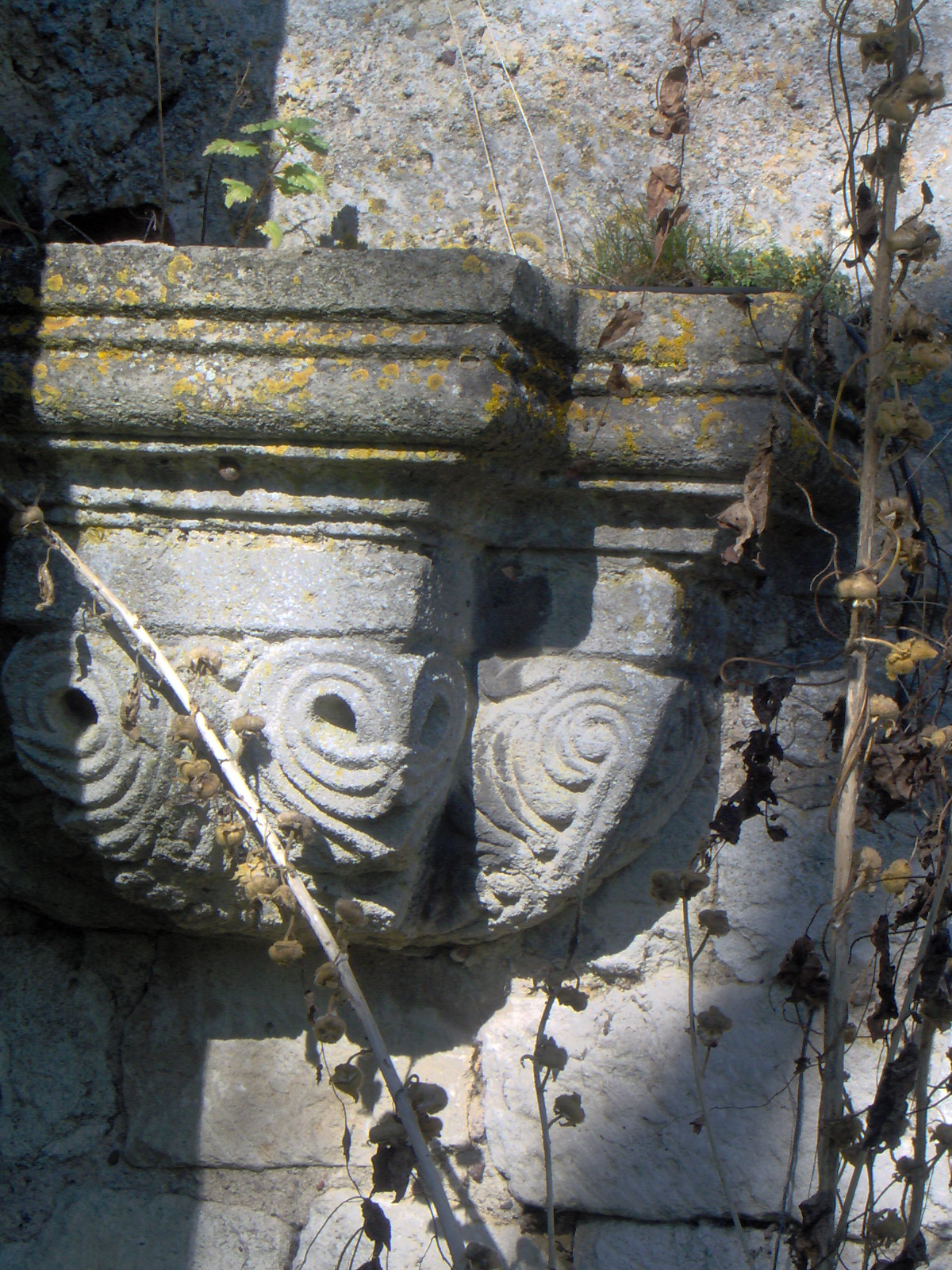
Capitello, della facciata sud dell'edificio conventuale

Tutti gli edifici si riducono oggi alla chiesa abbaziale (lato orientato ad est), ed all'edificio conventuale aggiunto sul lato sud della chiesa. È un insieme omogeneo di stile romano della fine del secondo quarto o dell'inizio del terzo quarto del XII secolo, che testimonia il modo di costruire premostratensi, collegata all'architettura dell'Ordine Cisterciense.

### La chiesa abbaziale ed il suo enigma
Si compone di una navata centrale e di due banchine incurvate, e misura globalmente 23 metri di lunghezza.
La facciata è notevole: di tipo basilicale, rivela una relazione con la chiesa di abbazia cisterciense di Haute-Seille. All'origine, il livello più basso comportava forse cinque arcate.
L'estremità posteriore della chiesa abbaziale è scomparsa; Mazerand e Slotta pensano che fosse rotonda.
Nel Coro, esiste un loculo di stile gotico tardivo, dove è sepolto l'abate Dominique Thuillier, deceduto nel 1534. Con l'architettura del Rinascimento si aumentò la navata con una volta ad incrocio nelle testate.
Quasi tutti gli storici che si sono interessati a quest'abbazia, hanno sollevato la debole dimensione della chiesa dell'abbazia nella sua lunghezza ed hanno emesso diversi pareri per spiegare questo fatto. Auguste Digot (1815-1864), nel 1857, confuta l'idea diffusa del suo tempo secondo la quale, la navata all'epoca sarebbe stata accorciata da Servais de Lairuelz, quando trasferì i monaci a Pont-à-Mousson. Heribert Reiners nel 1921, difende l'idea di un accorciamento della navata di circa la meta dall'abate Thuillier. Hubert Colin più vicino ai nostri tempi, non crede all'accorciamento della navata, pensa che per ragioni sconosciute, i monaci abbiano deciso di fare un edificio più piccolo per economizzare, anche se alla partenza era stato concepito più grande.
Infine Michel Mazerand, al termine di uno studio serio di trentacinque pagine su Sainte-Marie-au-Bois, emette l'ipotesi che tra il 1780 e il 1781, la navata sarebbe stata ridotta sostanzialmente e la facciata smontata e riadattata, pietra da pietra. Si sostiene in altro su un esame attento dell'edificio sulla presenza di tre chiavi di volta sigillate nella massoneria che corrisponderebbero alle tre portate eliminate, ed anche sulla scoperta nei conti dell'abbazia, di grandi lavori tra il 1780 e il 1781. Si conserva tuttavia di un parere definitivo, dichiarando che solo sondaggi permetterebbero di scoprire la verità.

### L'edificio conventuale

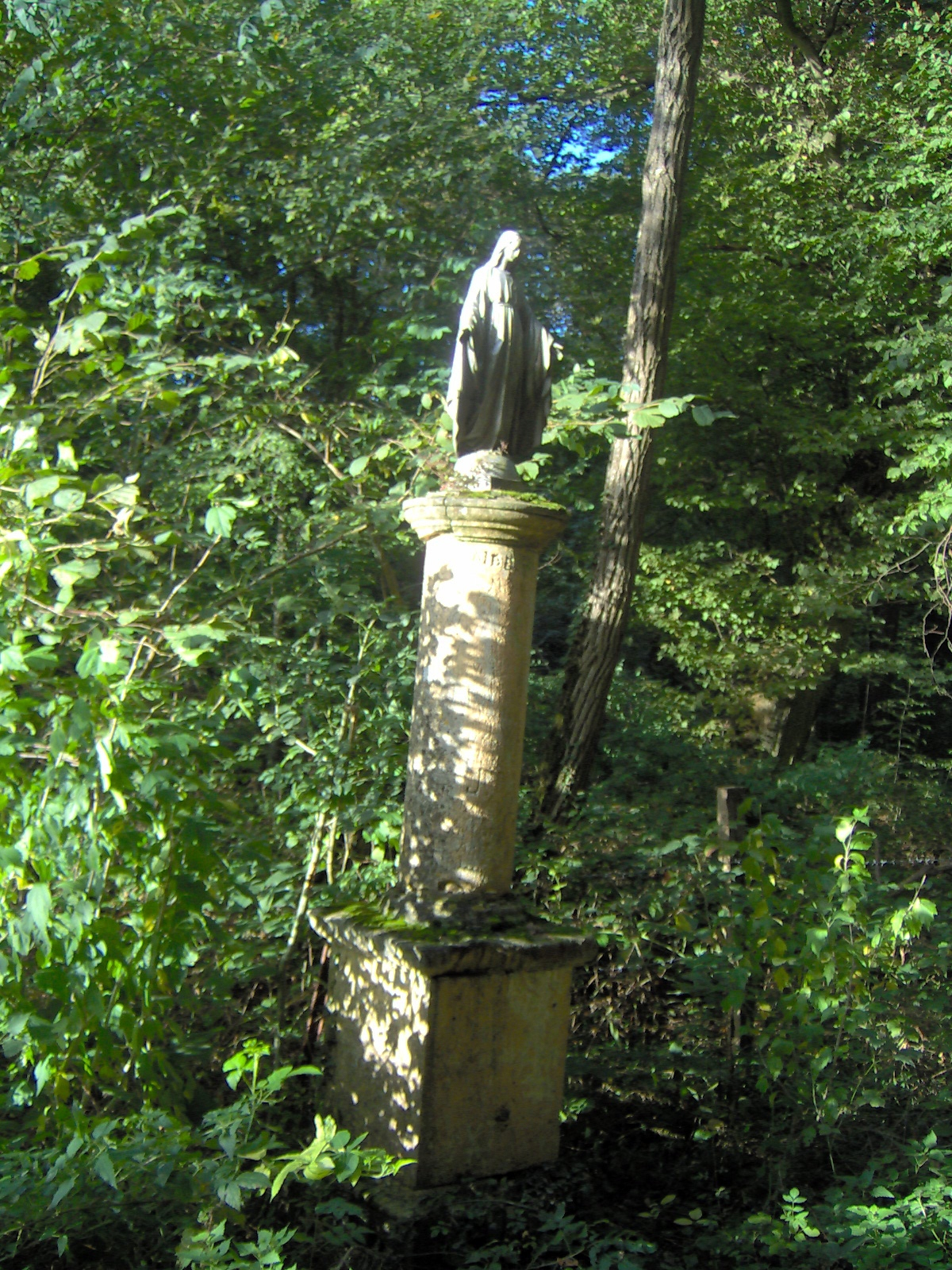
La Chêne-à-la-Vierge, Mailly-sur-Seille

Comporta al piano terra sulla base della chiesa, la sagrestia, quindi la sala capitolare. L'estremità dell'edificio è scomparsa (una sala a due portate). Sulla mappa esiste il dormitorio dei monaci, con piccole aperture in piena curva.
La sala capitolare comporta due vasi di tre portate, con all'est una rosa delimitata di due finestre in piena curva. Aperture all'ovest sul Chiostro. Il chiostro è scomparso, ma delle partenze di volte al nord ed all'est testimoniano l'esistenza delle gallerie.

## La leggenda di Chêne-à-la-Vierge
Una vecchia leggenda della Lorena, conserva il ricordo di Sainte-Marie-au-Bois e del priorato di Phlin. Redatta verso il 1840 da Emmanuel d'Huart, è stata ripresa da molti autori dopo di lui.
Secondo questa leggenda, la vergine sarebbe apparsa al cavaliere Ancelin de Mailly, di ritorno della sesta crociata, al luogo detto dopo «le Chêne-à-la-Vierge», che lo avrebbe pregato di fare ritorno velocemente se volesse rivedere, ancora viva, sua moglie molto malata. Accelerando il suo ritorno, arrivò al castello e poté raccogliere l'ultimo soffio della sua cara coniuge. Alcuni anni più tardi, sempre secondo questa leggenda, il Re di Mailly avrebbe fatto costruire tra Mailly-sur-Seille e Phlin, un priorato in onore si San Norbert.

## Galleria d'immagini

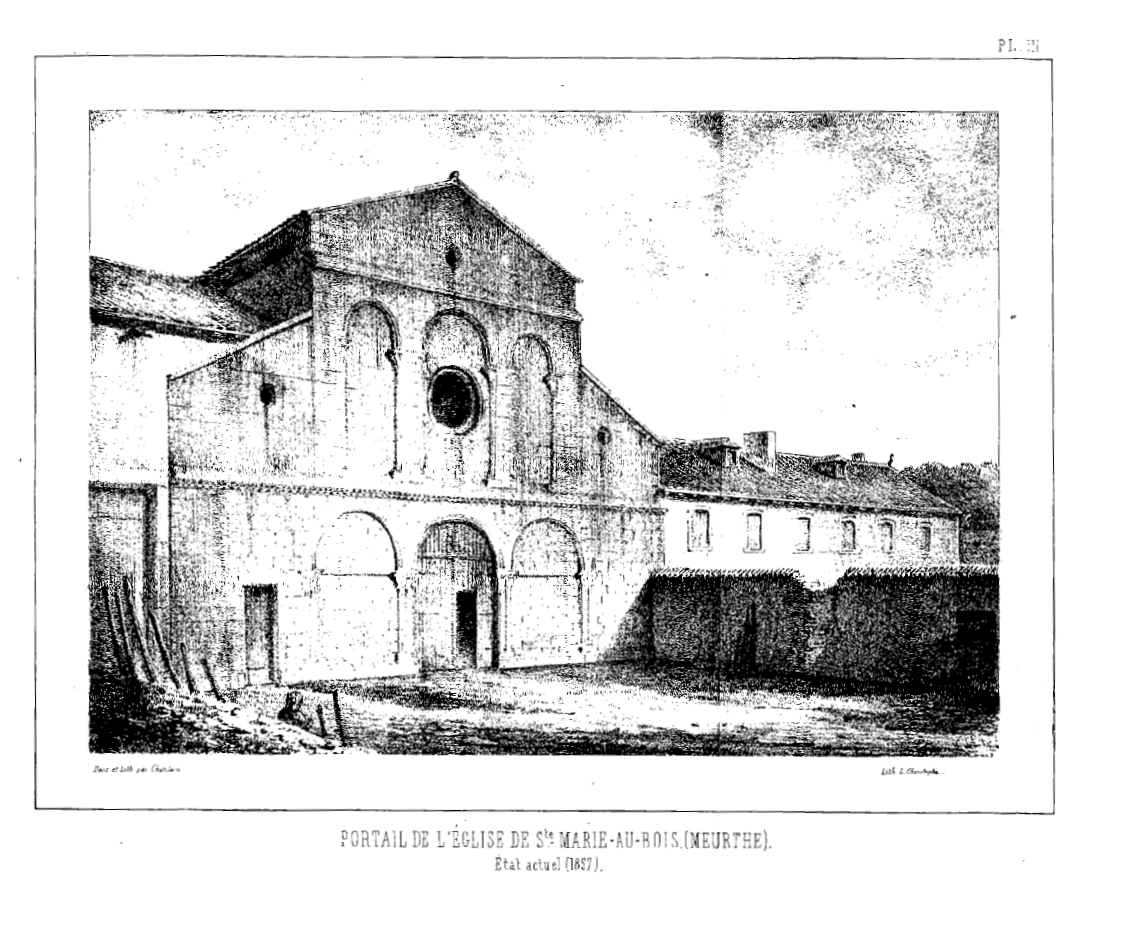
Facciata occidentale della chiesa abbaziale (Digot et Chatelain, 1857)
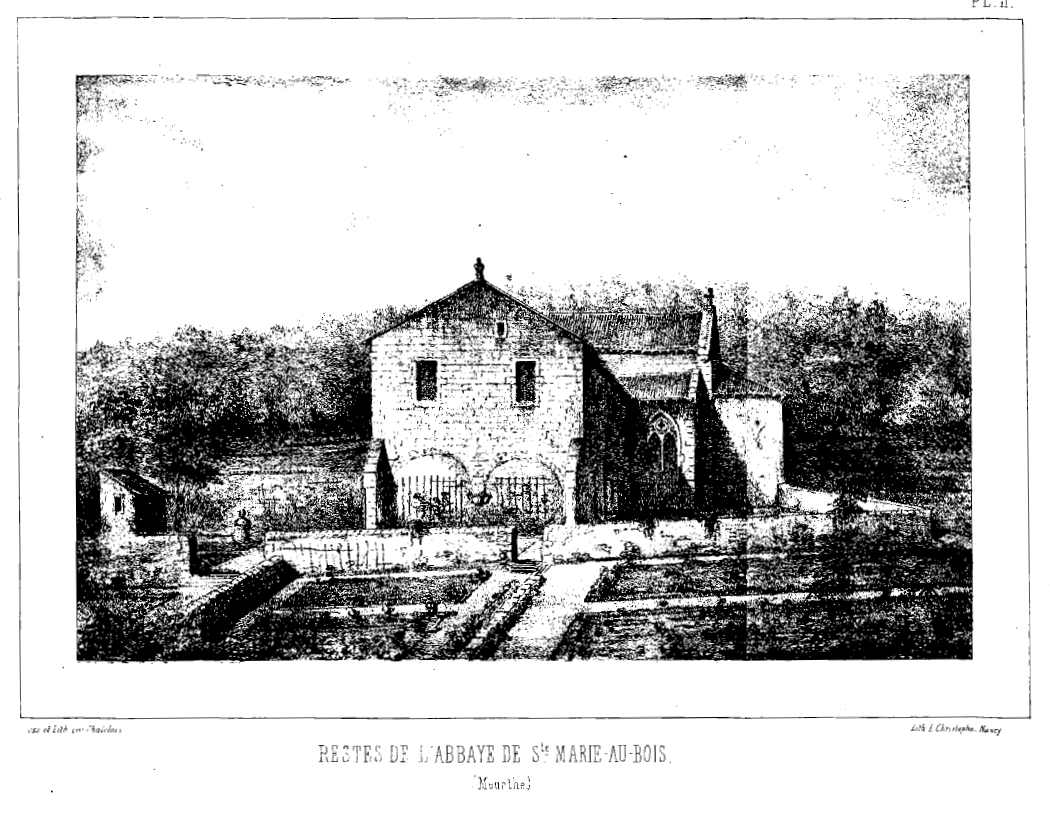
Facciata sud dell'edificio conventuale (Digot et Chatelain, 1857)
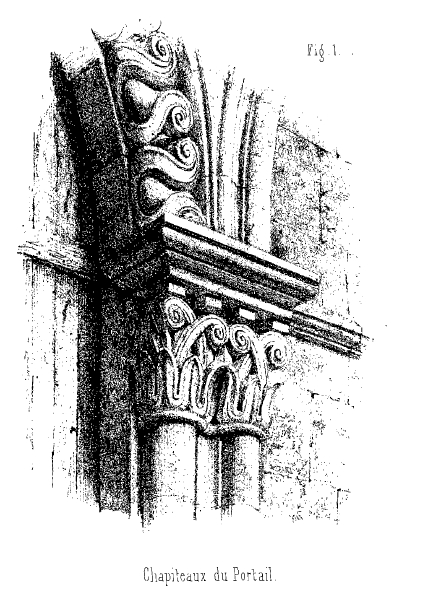
Capitello della facciata dell'abbazia (Digot et Chatelain, 1857)
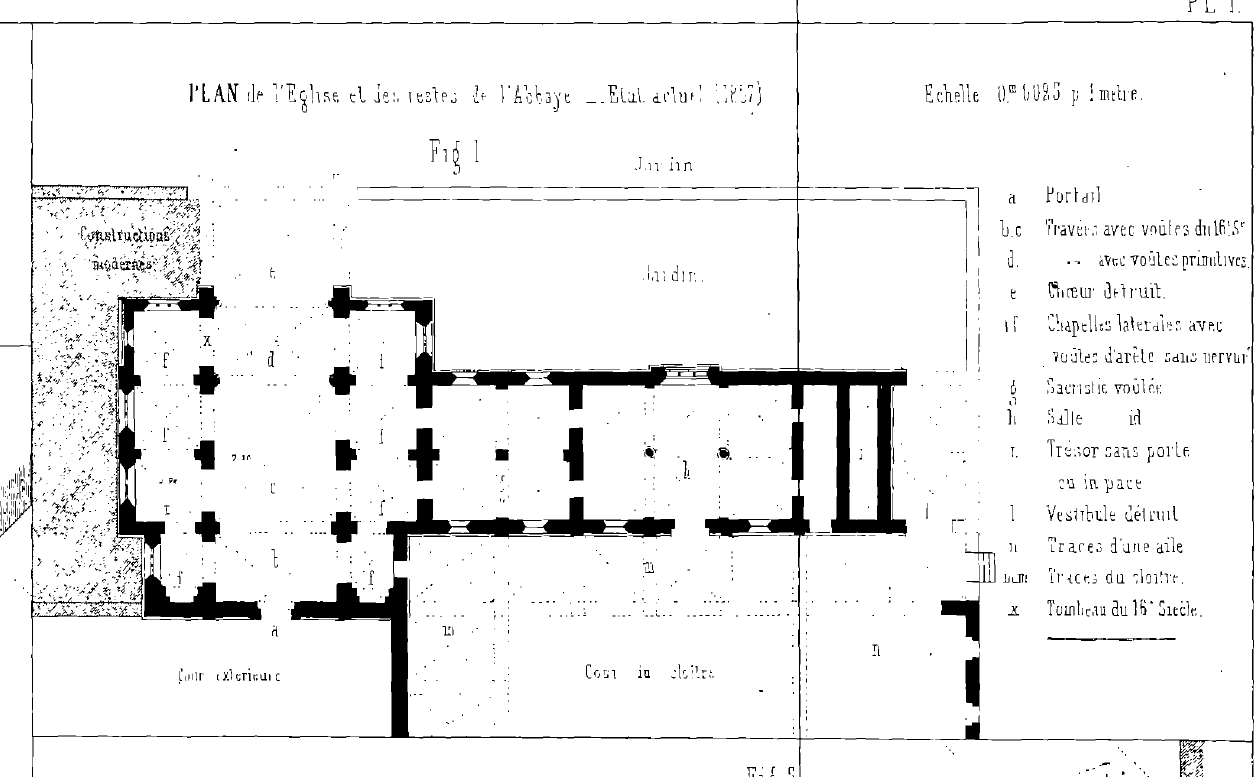
Mappa nel 1857, Digot et Chatelain